# Cruz de León
Cruz de León är en ort i Mexiko.   Den ligger i kommunen Ixtacamaxtitlán och delstaten Puebla, i den sydöstra delen av landet, 130 km öster om huvudstaden Mexico City. Cruz de León ligger 2 915 meter över havet och antalet invånare är 517.
Terrängen runt Cruz de León är lite bergig. Runt Cruz de León är det ganska tätbefolkat, med 67 invånare per kvadratkilometer. Närmaste större samhälle är Emiliano Zapata, 5,5 km sydväst om Cruz de León. I omgivningarna runt Cruz de León växer huvudsakligen savannskog.